# Nachal Jarmut
Nachal Jarmut (hebrejsky: נחל ירמות) je vádí v pahorkatině Šefela, nedaleko od západního okraje Judských hor v Izraeli.
Začíná v nadmořské výšce přes 300 metrů na jižním okraji města Bejt Šemeš, u čtvrti Ramat Bejt Šemeš. Směřuje pak k severozápadu rychle se zahlubujícím údolím se zčásti zalesněnými svahy, přičemž ze severu míjí pahorek Tel Jarmut. Pak se stáčí k severu, ze západu míjí klášter Bejt Džimal. Na jihozápadním okraji centrální části města Bejt Šemeš pak zleva ústí do vádí Nachal Jiš'i.